# 垣田健
垣田 健（かきた けん、1970年9月10日 - ）は、埼玉県出身の元サッカー選手。現役時代のポジションは、フォワード。

## 経歴
浦和学院高校から1989年に日本サッカーリーグ2部の住友金属工業蹴球団に加入して3シーズンを過ごし、住友金属が母体となった鹿島アントラーズにもJリーグのリーグ戦開始前の1992年まで所属した。
引退後は、2014年の全国シニア（40歳以上）サッカー大会などに出場した。2016年、息子の垣田裕暉が鹿島アントラーズユースからトップチームに昇格し、親子2代で鹿島アントラーズに所属することになった。

### プレーの特徴
1992年のJリーグオフィシャル書籍では、「荒削りながら、得点感覚には非凡なものがある」と紹介された。

## 所属クラブ
- 浦和学院高校
- 住友金属/鹿島アントラーズ

## 個人成績
| 国内大会個人成績 | 国内大会個人成績 | 国内大会個人成績 | 国内大会個人成績 | 国内大会個人成績 | 国内大会個人成績 | 国内大会個人成績 | 国内大会個人成績 | 国内大会個人成績 | 国内大会個人成績 | 国内大会個人成績 | 国内大会個人成績 |
| 年度             | クラブ           | 背番号           | リーグ           | リーグ戦         | リーグ戦         | リーグ杯         | リーグ杯         | オープン杯       | オープン杯       | 期間通算         | 期間通算         |
| 年度             | クラブ           | 背番号           | リーグ           | 出場             | 得点             | 出場             | 得点             | 出場             | 得点             | 出場             | 得点             |
| 日本             | 日本             | 日本             | 日本             | リーグ戦         | リーグ戦         | リーグ杯         | リーグ杯         | 天皇杯           | 天皇杯           | 期間通算         | 期間通算         |
| ---------------- | ---------------- | ---------------- | ---------------- | ---------------- | ---------------- | ---------------- | ---------------- | ---------------- | ---------------- | ---------------- | ---------------- |
| 1989-90          | 住金             | 22               | JSL2部           | 6                | 1                | 0                | 0                |                  |                  |                  |                  |
| 1990-91          | 住金             | 22               | JSL2部           | 12               | 1                | 0                | 0                |                  |                  |                  |                  |
| 1991-92          | 住金             | 30               | JSL2部           | 0                | 0                | 0                | 0                |                  |                  |                  |                  |
| 1992             | 鹿島             | -                | J                | -                | -                | 0                | 0                |                  |                  |                  |                  |
| 通算             | 日本             | 日本             | J                | -                | -                | 0                | 0                |                  |                  |                  |                  |
| 通算             | 日本             | 日本             | JSL2部           | 18               | 2                | 0                | 0                |                  |                  |                  |                  |
| 総通算           | 総通算           | 総通算           | 総通算           | 18               | 2                | 0                | 0                |                  |                  |                  |                  |

出場歴
- JSL（2部）初出場：1990年2月3日 第22節 対大阪ガス戦（住友金属鹿島総合グラウンド）
- JSL（2部）初得点：1990年3月21日 第29節 対新日鐵戦（鞘ヶ谷競技場）

## 参考資料
各シーズンの所属クラブ/背番号/出場・得点記録の出典